# Jordan Jefferson
Jordan Jefferson (Navarre, 24 settembre 2001) è un giocatore di football americano statunitense che milita nel ruolo di nose tackle per i Jacksonville Jaguars della National Football League (NFL).

## Carriera universitaria
Nella sua prima stagione a West Virginia nel 2019, Jefferson disputò 11 partite, di cui una come titolare, mettendo a segno 5 tackle. L’anno seguente giocò meno, facendo registrare un solo placcaggio. Vide il campo con più continuità nel 2021, totalizzando 17 tackle, di cui 4 con perdita di yard. Divenne stabilmente titolare nel 2022, facendo registrare 31 tackle, di cui 9,5 con perdita di yard, 5 passaggi deviati e 3 sack.
Dopo la stagione 2022 Jefferson annunciò l’intenzione di cambiare istituto. Alla fine optò per giocare con gli LSU Tigers. Nell’unica stagione con la squadra totalizzò 36 tackle, di cui 7 con perdita di yard, e 2,5 sack. A fine anno fu invitato a partcipare al Senior Bowl e alla NFL Scouting Combine.

## Carriera professionistica

### Jacksonville Jaguars
Jefferson fu scelto nel corso del quarto giro (116º assoluto) del Draft NFL 2024 dai Jacksonville Jaguars. Nella sua prima stagione mise a segno 12 placcaggi in 8 presenze, nessuna delle quali come titolare.